# Миле, Жак Луи Франсуа
Жак Луи Франсуа Миле (фр. Jacques Louis François Milet; 1763—1821) — французский военный деятель, бригадный генерал (1800 год), барон (1808 год), участник революционных и наполеоновских войн.

## Биография
Родился в семье Луи Миле (фр. Louis Milet) и его супруги Катрины Моландрен (фр. Catherine Rose Molandrin).
Начал службу 25 января 1792 года в 8-м драгунском полку, и дослужился до его командира 7 февраля 1797 года. 9 и 10 ноября 1799 года участвовал в перевороте 18 брюмера. 15 мая 1800 года с полком зачислен в бригаду генерала Шампо, которая была частью Резервной армии. Принимал участие во 2-й Итальянской кампании Бонапарта.
5 июля 1800 года был произведён в бригадные генералы и командирован в Итальянскую армию. В ноябре 1800 года служил в дивизии Келлермана. В январе 1801 года возглавил бригаду в дивизии Сульта в Южной обсервационной армии. 23 сентября 1802 года назначен в 20-й военный округ.
22 сентября 1803 года возглавил драгун в Амьене. 26 августа 1805 года стал командиром бригады (10-й и 13-й драгунские) во 2-й драгунской дивизии Вальтера. Затем возглавил 1-ю бригаду в дивизии пеших драгун Бараге д’Илье. Наконец, 3 октября 1805 года стал командиром 3-й бригады (20-й и 26-й драгунские) 1-й драгунской дивизии Клейна. С этой бригадой принял участие в Австрийской кампании 1805 года. 8 октября 1805 года возглавил депо драгун в Нёрдлингене, 23 октября - в Харбурге. 24 декабря 1805 года сменил Себастьяни во главе 2-й бригады (10-й и 11-й полки) 2-й драгунской дивизии. Участвовал в кампаниях в Пруссии и Польше. 26 октября 1806 года сражался при Цеденике, 23 декабря 1806 года - при Бежуне и 14 июня 1807 года - при Фридланде. 
С 5 ноября 1807 года по 9 января 1809 года был временным командиром 2-й драгунской дивизии. 7 сентября 1808 году вместе с дивизией отправился в Испанию, где и сражался вплоть до 1811 года. Некоторое время был губернатором провинции Авила.
Вышел в отставку 4 января 1812 года. Умер 18 сентября 1821 года в Фонтенбло.

## Воинские звания
- Младший лейтенант (25 января 1792 года);
- Лейтенант (23 декабря 1792 года);
- Капитан (17 ноября 1793 года);
- Командир эскадрона (4 февраля 1794 года);
- Полковник (7 февраля 1797 года);
- Бригадный генерал (5 июля 1800 года).

## Титулы
- Барон Миле и Империи (фр. baron Milet et de l'Empire; декрет от 19 марта 1808 года, патент подтверждён 26 октября 1808 года в Париже)[2][3].

## Награды
Легионер ордена Почётного легиона (11 декабря 1803 года)
 Коммандан ордена Почётного легиона (14 июня 1804 года)
 Кавалер военного ордена Святого Людовика (август 1814 года)